# Массалітінов Костянтин Іраклійович
Массалітінов Костянтин Іраклійович (21 травня [3 червня] 1905, Воронеж, Російська імперія — 24 грудня 1979, Воронеж, РСФСР, СРСР) — радянський російський композитор, хоровий диригент, фольклорист, публіцист. Народний артист СРСР (1975). Лауреат Сталінської премії другого ступеня (1949).
У 1929 році закінчив Воронезький музичний технікум (нині Воронезький музичний коледж імені Ростроповичів) по класах фортепіано і хорового диригування.
У 1930—1941 роках працював методистом у Будинках народної творчості в Ленінграді і Воронежі, керував самодіяльними хорами. У 1941 році був капельмейстером зведеного духового оркестру 303-ї стрілецької дивізії, комісований за контузії. Керував зведеним духовим оркестром на воронезькому параді військ 7 листопада 1941 року.
Один з організаторів (1942) і художній керівник (до 1964) Воронезького російського народного хору. Творець і художній керівник ансамблю російської пісні «Воронезькі дівчата» Воронезької філармонії (1966—1970).
Збирач і пропагандист російської народної пісні (записав понад 500 пісень).
Укладач збірника творів «Батьківщина моя» (1966) і ряду книг. Автор статей про проблеми музичної народної творчості.
З 1937 року — відповідальний секретар, з 1939 — голова правління Воронезького відділення Спілки композиторів СРСР.